# 분석철학
분석철학(分析哲學, 영어: analytic philosophy)은 철학 연구에서 언어 분석의 방법이나 기호 논리의 활용이 불가결하다고 믿는 이들의 철학을 총칭한 것이다. 그러므로 분석철학은 특정한 인생관이나 세계관을 토대로 하여 고정된 이데올로기를 내세우는 학파가 아니라 철학하는 방법이 논리적·언어적 초점에 맞추어진 경향이 유사한 학파를 지칭한다.
20세기부터 진술의 언어적 정확성과 이를 위한 논리학, 수학, 자연과학의 사용을 주장하며 나타나기 시작한 분석철학은 역사적으로 영미권을 중심으로 발전하였으며, 서양 철학에 있어서 실존주의나 현상학, 막시즘 등을 포함하는 대륙 철학과는 대립하는 조류로서 형성되었다.

## 시대적 구분
근현대 이전의 분석철학적 접근은 플라톤에 의해 시도되었고, 근대에 데카르트와 토마스 홉스와 같은 사람들에 의해서 다시 사용되었다. 본격적인 현대 분석철학이 발전되어 온 과정은 4기로 구분하여 논할 수 있다.

### 1기(1900-1920년 전후)

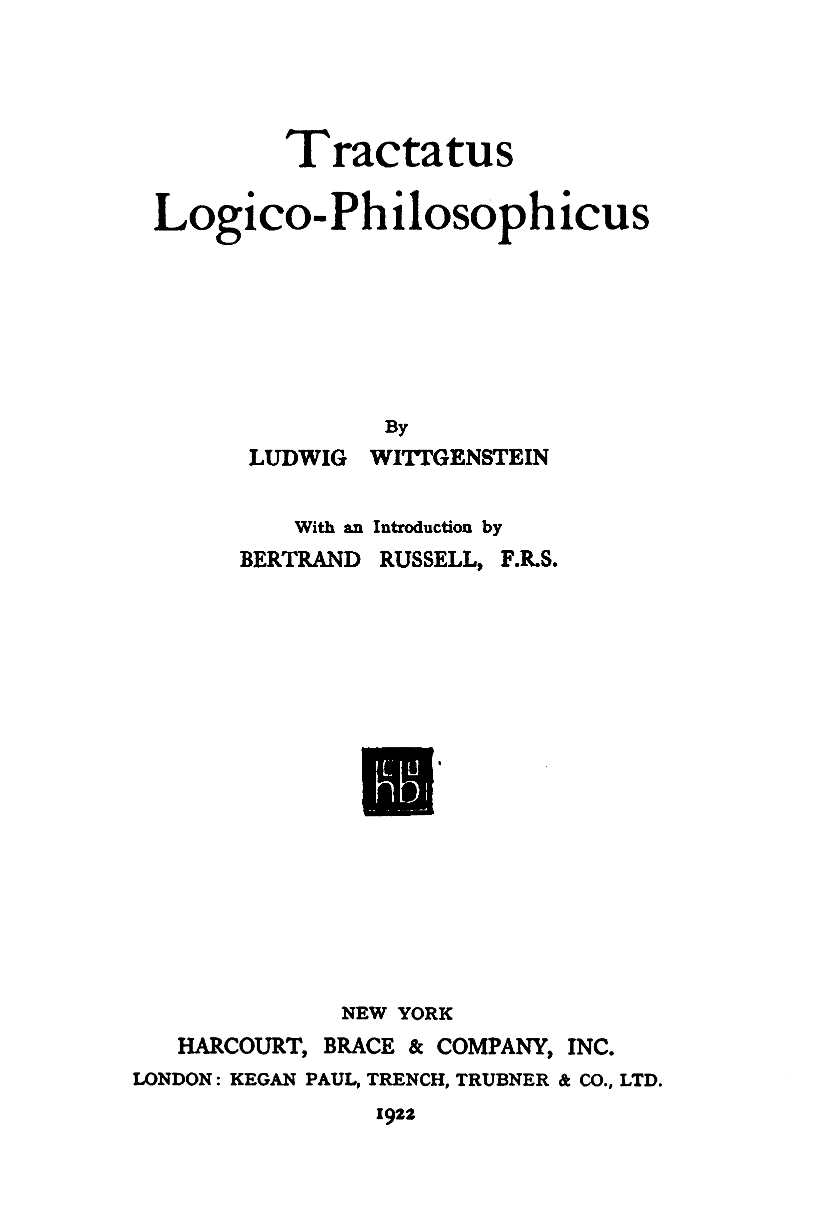
비트겐슈타인의 ⟪논리-철학 논고⟫는 분석철학에 지대한 영향을 미쳤다.

운동으로서의 철학적 분석의 시작을 알린 것은 영국의 러셀과 무어가 헤겔의 영향을 받은 브래들리의 신관념론을 비판한 것이었다. 그러나 러셀이 "지칭에 관하여(On Denoting)"에서 내세운 논리적 분석을 통해 철학적 문제를 해결할 수 있다고 주장한 것은 독일의 프레게의 선구적 업적이 있었기에 가능한 것이었다. 프레게는 수학의 기초를 산술에서 찾으려고 했으며, 수학적 언어의 명료화를 위해서 기호논리학을 제시하였다. 그러나 프레게는 이 기호논리학이 단순히 수학적 언어의 명료화를 위한 도구에만 머무는 것이 아니라 명료한 철학적, 과학적 사고의 도구로 사용될 수 있다는 것을 알고 있었으며, 그 믿음에 근거해 명제와 의미에 대한 철학적 이론을 상당 부분 개진해 놓았다. 따라서 언어의 논리적 분석을 통해 철학적 문제를 해결한다는 언어 분석의 방법론은 프레게와 러셀을 통해 비로소 본격적으로 도입되었고 이것이 초기 분석 철학의 토대이자 근간이 되었다.
러셀과 무어의 신관념론 비판, 무어의 신실재론, 러셀의 논리적 분석과 논리적 원자론 등이 초기 분석철학의 근간을 이루지만, 다른 한편 이 시기에 미국에서 독자적으로 전개되었던 퍼스의 기호 논리와 듀이의 프래그머티즘도 훗날 분석철학에 영감을 준 원천이 되었다고 할 수 있다. 이것은 20세기 초반의 미국 철학이 콰인과 퍼트넘 등 20세기 중반 분석철학의 발전을 주도한 미국 철학자들을 통해 분석철학의 흐름에 통합되었기 때문이다.
프레게로부터 훈련(영향)을 받고 그의 소개로 영국으로 건너가 러셀과 무어에게 교육을 받은 비트겐슈타인은 이 1기가 끝날 무렵 ⟪논리-철학 논고⟫를 통해서 분석철학의 새로운 이정표를 제시하였다. 사실 비트겐슈타인은 러셀이나 논리 실증주의자들이 자신을 오해하고 있다고 생각했음에도 불구하고 ⟪논고⟫가 이 시기에 철학적 조류를 완전히 바꾸어 놓은 것은 매우 역설적이다.

### 2기(1920-1945년 전후)

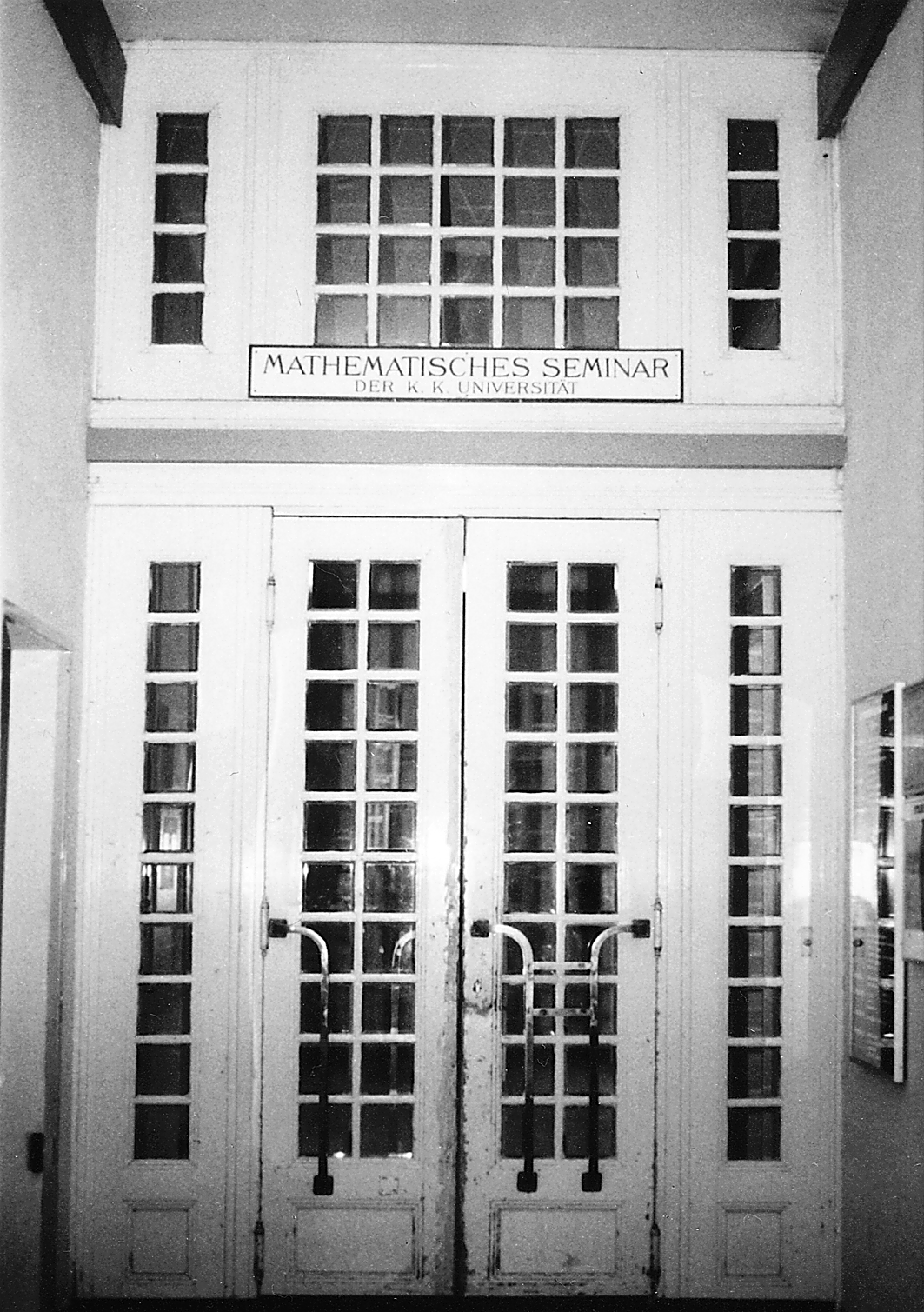
빈 학파의 모임 장소인 빈 대학교의 수학 세미나

분석철학이 본격적으로 발전하기 시작한 것은 빈 학파가 제창한 논리 실증주의 혹은 논리 경험주의의 단계에서다. 1920년대에 오스트리아 빈에서 슐리크의 지도로 결성되고 카르납 등이 주축이 된 철학자들과 과학자들의 집단이 바로 빈 학파(비엔나 서클)이며, 라이헨바하가 주축이 된 베를린 학파도 이들과 모토를 같이 하였다. 이들은 흄의 철학적 정신을 충실히 이어받아 실증적(과학적)으로 경험할 수 없는 형이상학을 배격하고 의미 있는 과학 언어는 내용은 경험적이며 형식은 논리적이어야 한다는 원칙을 내세웠다. 이들이 생각한 철학 역시 이러한 과학적 언어의 연장선상에 있는 것이었다.
빈 학파는 국제 회의와 기관지 <인식>을 통해 공동 연구를 진행했으나 1930년대 후반부터는 나치 정권의 위협 때문에 학문 연구가 중단되었고, 논리실증주의자들 대부분이 유럽으로부터 미국과 영국으로 망명하게 되었다. 특히 시카고 대학에 자리잡은 카르납은 미국에서 논리 실증주의가 뿌리 내리는 데 가장 큰 영향력을 행사하였다.
논리 실증주의자들은 비트겐슈타인의 ⟪논고⟫를 논리 실증주의의 성서로 받들었지만 비트겐슈타인은 이들을 탐탁지 않게 생각하였다. 논고를 끝내고 난 비트겐슈타인은 이 2기의 시기에 후기 철학으로의 전환기를 갖게 되고, 2차 세계 대전이 끝난 무렵부터 ⟪철학적 탐구⟫에서 나타나는 새로운 철학적 관점을 내보이기 시작한다.

### 3기(1945-1960년 전후)
영미의 대학을 중심으로 분석철학이 본격적으로 강단을 지배하며 주류 철학이 된 시기가 바로 이 때이다. 여전히 논리 실증주의의 프로그램이 언어철학, 논리철학, 과학철학, 인식론 등 다양한 분야로 확산되고 발전되어 가는 과정으로도 보일 수 있으나, 실제로는 다방면에서 논리 실증주의의 도그마에 대한 결정적인 비판과 새로운 조류가 등장하며 여러 갈래로 분기가 이루어진 시기다.
영국에서는 비트겐슈타인이 ⟪철학적 탐구⟫를 통해 새로운 철학적 접근법을 제시하였고, 오스틴과 라일 등도 논리적인 과학 언어의 틀에서 벗어나 일상적인 언어의 분석을 통해 철학적 논의를 진행시켰다. 미국에서 논리 실증주의에 결정적인 타격을 가한 것은 카르납에게서 배운 논리학자이자 철학자인 콰인이었다. 그의 "경험주의의 두 가지 도그마"는 논리 실증주의의 검증주의 의미론의 토대에 일격을 가한 것이었는데, 그는 ⟪말과 대상⟫ (Word and Object) , ⟪존재론적 상대성⟫ 등을 통해 신프래그머티즘이라고 불릴 만한 철학을 미국 철학의 중심으로 만들었다. 한편으로 이미 1930년대에 논리 실증주의를 비판하며 등장한 포퍼가 그의 비판적 합리주의를 더욱 발전시킨 것도 이 시기의 주요한 경향으로 볼 수 있다.

### 4기(1960-1990년대 후반)
이 시기는 그동안 전통적인 철학에 대한 파괴적인 논제를 내세우는 데 주력했던 분석철학이 전통적인 철학과의 친화력과 연속성을 회복해가며 대화적인 철학으로 발전해가는 과정으로 볼 수 있다.
흄 철학의 지배에서 칸트 철학의 복귀로 이 시기의 흐름을 대강 설명할 수 있는데, 예를 들어 셀러스 등은 콰인을 비판하며 흄의 좁은 경험주의가 아니라 칸트 철학이 더욱 유력한 철학적 전통임을 선구적으로 강조했고, 이것은 리차드 로티, 존 맥도웰, 로버트 브랜덤 등을 통해 유럽 철학(하이데거, 헤겔 등)의 통찰을 분석철학의 영감이자 대화 상대로 진지하게 받아들이는 방향으로 발전해 나갔다. 논리적 실증주의와 콰인 류의 흄 주의에 대한 반격은 콰인의 제자였던 도널드 데이비드슨이 칸트적인 초월론(선험철학)을 통해 언어 철학을 발전시킨 것에서도 드러나는데, 크립키나 퍼트냄의 내재적 실재론 논의 역시 1960년대 이후 언어 철학의 선회를 가져온 결정적인 기여로 볼 수 있다.
칸트주의의 도래는 윤리학에 대한 언어적, 논리적 분석인 메타윤리학이 축소되고 다시 규범 윤리학이 복귀하는 것에서도 나타나는데, "정의론"의 존 롤스가 윤리학의 칸트주의를 복귀시킨 가장 큰 영웅이라고 할 수 있다. 최근에 이 분야는 의료 윤리를 중심으로 새로운 상황의 요청에 응답하기 위해 구체적인 문제들에서 윤리적 규범을 적용할 수 있는지의 문제를 중심으로 논의가 이루어지고 있다.
한편 이 시기의 변화를 설명하기 위해 쿤의 ⟪과학혁명의 구조⟫를 빼놓을 수 없다. 이미 가스통 바슐라르나 포퍼에 의해서 1930년대에 논리 실증주의적인 과학관에 대한 결정적인 반론이 있었지만, 쿤의 역사적인 과학철학에 대한 접근이 1960년대에 가져온 혁명적인 영향에는 비할 수 없었다. 논리적 분석에 치중했던 규범적 과학철학이 패러다임으로 지칭되는 역사적인 상대성의 문제를 맞닥뜨렸을 때 전통적인 관점을 유연하게 수정하여 대처하려는, 여전히 규범적 전통 안에 있는 러커토시의 과학철학부터 과학의 인지적 과정을 과학적으로 다루는 자연주의적 접근법, 그리고 더 나아가 역사적 상대성의 논제를 통해 규범성 자체를 파괴적으로 거부하는 파이어아벤트의 인식론적 아나키즘까지 다양한 방향으로의 발전과 논쟁이 벌어졌다. 1980년대 이후에는 규범성과 역사성의 통합을 꾀하면서 실험과 과학자 사회, 과학 제도 등 실제 과학 연구에 대한 실증적인 통찰을 토대로 한 아이언 해킹의 접근법도 나타난다.
가장 급진적으로 분석철학의 변화를 주도하고 단언한 인물로 리처드 로티를 빼놓을 수 없다. 그는 영미의 분석적 철학과 유럽의 대화적 철학의 전통이 서로 교류하고 대화를 나누지 못할 이유가 없다고 보았고, 특히 영미의 분석적 철학의 전통이 아카데미의 협소한 전문가주의에 매몰되고 있다고 비판했다. 최근 분석철학은 한편으로는 칸트와 헤겔 등 독일 관념론과 진지하게 조우하고 있으며, 다른 한편으로는 유럽의 동시대적 철학과 대화를 나누기도 한다. 그리스 및 중세 철학의 철학사적 연구가 분석철학의 방법론을 받아들이는 동시에 거꾸로 분석철학의 논의에 영향을 끼치는 모습도 볼 수 있다. 로티의 말대로 분석은 하나의 스타일이며, 철학에는 다양한 스타일이 가능하다는 것을, 영미의 많은 분석철학자들이 받아들이고 있는 것으로 보인다.

## 언어철학과 과학철학, 그리고 분석
분석철학은 초기 논리 실증주의(논리 경험주의)와 동일시되었다. 이에 따르면 과학적 명제가 유의미할 수 있는 조건은 바로 (1) 경험적, 실증적인 내용을 담고 있어야 하고 (2) 논리적이어야 한다는 것이다. 그러다보니 (논리적인 언어 분석을 중시한다는 이유에서) 분석철학을 '언어철학'으로 부르거나 (과학적 명제의 분석을 중시한다는 이유에서) '과학철학'이라는 이름으로 부르는 사람들이 있었다. 하지만 이것은 분석철학, 더 나아가 철학 일반에 대한 오해와 무지에서 비롯된 것이다. 엄밀히 보면 '분석철학'은 철학의 학파적 성격을 지닌 데 반해 '과학철학'은 철학의 한 '분과'를 지시하므로 양자를 동일시할 수는 없다. 무엇보다 이런 명칭의 혼란은 언어적 철학(linguistic philosophy)이나 과학적 철학(scientific philosophy)이란 표현을 언어철학(philosophy of language), 과학철학(philosophy of science)과 혼동하면서 생겨난 오해일 뿐이다.
'언어적 철학'이나 '과학적 철학'은 분석철학의 방법론이나 성격을 다른 측면에서 강조한 명칭이다. 그러나 '분석철학'이라고 해서 (과학적 명제에 대한 언어적) '분석'만을 주된 방법론으로 삼는 것은 아니다. 일찍이 논리실증주의자들은 '분석의 방법' 못지않게 '종합'과 '통일'의 방법을 모색하였다. 1935년부터 1939년까지 노이라트, 카르납, 모리스 등이 주축이 되어 파리, 코펜하겐, 케임브리지, 보스턴 등지에서 '통일과학에 관한 국제회의'를 다섯 차례나 연차적으로 개최한 바 있으며, 노이라트는 1937년 네덜란드 헤이그에 '국제통일과학연구소'를 설립하였고 1938년부터 <통일과학 백과전서>라는 총서를 기획, 미국에서 이를 계속 발간하였다. 노이라트가 편집하던 <통일과학 논단>은 그가 사망한 직후(1946), <종합>(Synthese)이라는 이름으로 네덜란드에서 속간되어 오늘에 이르고 있다. 특히 1959년부터 현재까지 <종합총서>(Synthese Library)가 계속 출간되어 분석철학 4기의 특징을 뚜렷이 나타내고 있다. 이처럼 오늘의 분석철학을 대표하는 잡지나 총서 중 하나가 '종합'이란 명칭을 지니고 있는 점으로 미루어 보더라도 분석철학이 편협하게 일방적으로 '분석'만을 일삼는 것이 아님을 알 수 있다.

## 참고 문헌
- M.K. 뮤니츠, 《현대분석철학》, 박영태 번역, 서광사, 1997.
- 이 문서에는 다음커뮤니케이션(현 카카오)에서 GFDL 또는 CC-SA 라이선스로 배포한 글로벌 세계대백과사전의 내용을 기초로 작성된 글이 포함되어 있습니다.